# اللجنة الوطنية اللبنانية لليونسكو
اللجنة الوطنيَّة اللُبنانيَّة لليونسكو [(بالإنجليزية: Lebanese National Commission for UNESCO)‏؛ (بالفرنسية: Commission Nationale Libanaise pour l’UNESCO)‏] هي إحدى اللِّجان العربيَّة التابعة لمُنظَّمة اليونسكو، وفرعٌ من فُرُوع اللجنة الوطنيَّة لِمُنظَّمة الجامعة العربيَّة للتربية والثقافة والعلوم (الألكسو). تعمل مُنذُ سنة 1991م في مجالات التربية والعلم والثقافة، أي ذات مجالات اهتمام اليونسكو. تتولَّى أربع مُهمَّاتٍ رئيسيَّة تنسجم مع أهدافها ووظائفها كما هي مُحدِّدة في أنظمتها، وكما هي موضحة في ميثاق اليونسكو (المادة السابعة) وميثاق اللِّجان الوطنية:
1. تقديم المشورة إلى مُختلف الدوائر والإدارات الرسميَّة الوطنية، وكذلك إلى الوكالات والمؤسسات والمُنظَّمات الوطنيَّة حول كافَّة الأمور المتعلقة باليونسكو والألكسو والبرامج الخاصِّة بِكُلٍّ منهما.
2. تأمين الاتصال بين الهيئات الوطنيَّة التي تُعنى بمجالات التربية والعُلُوم والثقافة والاتصال والمعلومات من ناحية، وبين اليونسكو والألكسو من ناحيةٍ أُخرى.
3. نشر الوعي بُمُهمَّات وأعمال اليونسكو والألكسو، ونشر قيمهما وتعزيز الوعي بالمسائل التي تُعالجانها.
4. إبداء الرأي ببرامج وميزانيات اليونسكو والألكسو وتنفيذ تلك البرامج والميزانيات.